# Черният красавец (филм, 1994)
„Черният красавец“ (на английски: Black Beauty) е американска драма от 1994 г. на режисьора Каролин Томпсън в режисьорския си дебют. Като петата филмова адаптация на едноименния роман от Ана Сюъл през 1877 г., във филма участват Андрю Кнот, Шон Бийн и Дейвид Тюлис. Продуциран и разпространен от „Уорнър Брос“ под етикета Warner Bros. Family Entertainment, също се лекува като автобиография за коня Черния красавец в оригиналния роман, а самия кон е озвучен от Алън Къминг.